# Ferrocarril subterráneo
El Ferrocarril subterráneo (también conocido como Ferrocarril clandestino; en inglés, Underground Railroad) fue una red de rutas secretas y casas seguras  establecida en los Estados Unidos entre principios y mediados del siglo XIX. Fue utilizado por los afroamericanos esclavizados principalmente para escapar a estados libres y de allí a Canadá. La red, obra principalmente de afroamericanos libres (y también de algunos blancos), contó con la ayuda de abolicionistas y otras personas simpatizantes de la causa de los fugitivos. A los esclavos que se arriesgaron a ser capturados y a quienes los ayudaron también se los denomina colectivamente pasajeros y conductores del ferrocarril, respectivamente. Varias otras rutas conducían a México, donde se había abolido la esclavitud, y a islas del Caribe que no formaban parte del comercio de esclavos. Una ruta de escape anterior que se dirigía hacia el sur en dirección a Florida, entonces posesión española (excepto entre 1763 y 1783), existió desde fines del siglo XVII hasta aproximadamente 1790. Sin embargo, la red conocida generalmente como Ferrocarril Subterráneo comenzó a finales del siglo XVIII. Corrió hacia el norte y creció de manera constante hasta que el presidente Abraham Lincoln firmó la Proclamación de Emancipación. Una estimación sugiere que, en 1850, aproximadamente 100.000 esclavos habían escapado hacia la libertad a través de la red.

## Origen del nombre
Eric Foner escribió que el término "quizás fue utilizado por primera vez por un periódico de Washington en 1839, citando a un joven esclavo que esperaba escapar de la esclavitud a través de un ferrocarril que 'pasaba bajo tierra hasta Boston'". Robert Clemens Smedley escribió que después de que los cazadores de esclavos fracasaran en sus búsquedas y perdieran rastros de fugitivos en lugares tan al norte como Columbia, Pensilvania, declararon desconcertados que "debe haber un ferrocarril subterráneo en alguna parte", lo que dio origen al término. Scott Shane escribió que el primer uso documentado del término fue en un artículo escrito por Thomas Smallwood en la edición del 10 de agosto de 1842 de Tocsin of Liberty, un periódico abolicionista publicado en Albany. También escribió que el libro Sketches in the History of the Underground Railroad de 1879 decía que la frase había sido mencionada en un artículo de un periódico de Washington de 1839 y que el autor del libro dijo 40 años después que había citado el artículo de memoria tan fielmente como pudo.

## Contexto político
Muchos de los esclavos fugitivos que "viajaron" en el Ferrocarril Subterráneo consideraban a Canadá como su destino final. Se calcula que entre 30.000 y 40.000 de ellos se establecieron allí, la mitad de los cuales llegaron entre 1850 y 1860. Otros se establecieron en estados libres del norte. Entre la guerra de independencia y la guerra de Secesión se registraron miles de casos judiciales de esclavos fugitivos. Según la Ley de Esclavos Fugitivos original de 1793, los funcionarios de los estados libres debían ayudar a los propietarios de esclavos o sus agentes a que recapturaran a los fugitivos, pero algunas legislaturas estatales lo prohibían. La ley facilitó a los propietarios y cazadores de esclavos capturar a afroamericanos y devolverlos a la esclavitud, y en algunos casos les permitió esclavizar a negros libres. También creó un entusiasmo entre los abolicionistas por ayudar a las personas esclavizadas, lo que resultó en el crecimiento de las sociedades antiesclavistas y del Ferrocarril Subterráneo.
Gracias a una intensa presión de los políticos sureños, el Compromiso de 1850 fue aprobado por el Congreso después de la intervención estadounidense en México. Incluía una ley de esclavos fugitivos más estricta; aparentemente, el compromiso abordó los problemas regionales al obligar a los funcionarios de los estados libres a ayudar a los cazadores de esclavos, otorgándoles inmunidad para operar en los estados libres. Como la ley exigía poca documentación para afirmar que una persona era fugitiva, los cazadores de esclavos también secuestraban a negros libres, especialmente niños, y los vendían como esclavos. Los políticos del Sur a menudo exageraban el número de esclavos fugitivos y a menudo culpaban de estas fugas a los norteños que interferían con los derechos de propiedad del Sur. La ley privaba a las personas sospechosas de ser esclavas del derecho a defenderse ante los tribunales, lo que dificultaba demostrar su condición de libres.  Algunos estados del Norte promulgaron leyes de libertad personal que hacían ilegal que los funcionarios públicos capturaran o encarcelaran a antiguos esclavos. La percepción de que los estados del Norte ignoraban las leyes y regulaciones sobre los esclavos fugitivos fue una importante justificación ofrecida para la secesión.

## Rutas
Las rutas del ferrocarril subterráneo iban hacia el norte, a los estados libres y a Canadá, al Caribe, a los territorios occidentales de los Estados Unidos y a los territorios indígenas. Algunos esclavos fugitivos viajaron al sur, a México, en busca de su libertad. Muchos escaparon por mar, incluido Ona Judge, que había sido esclavizado por el presidente George Washington.

## Personas notables
- Frederick Douglass[25][26]
- Matilda Joslyn Gage
- Frances Harper[27]
- Laura Smith Haviland[28]
- Mary Meachum[29]
- Solomon Northup[30]
- Alexander Milton Ross
- Gerrit Smith[31]
- George Luther Stearns
- William Still[32]
- Harriet Tubman[33]
- Martha Coffin Wright
- John Van Zandt

## Red Nacional de Ferrocarriles Subterráneos
A raíz de la legislación aprobada en 1990 para que el Servicio de Parques Nacionales realizara un estudio especial de los recursos del Ferrocarril Subterráneo, en 1997, el 105.º Congreso presentó y posteriormente aprobó la HR 1635 – Ley de la Red Nacional del Ferrocarril Subterráneo hacia la Libertad de 1998, que el presidente Bill Clinton convirtió en ley ese año. Esta ley autorizó al Servicio de Parques Nacionales de los Estados Unidos a establecer el programa Red Nacional del Ferrocarril Subterráneo hacia la Libertad para identificar sitios asociados, así como preservarlos y popularizar el Ferrocarril Subterráneo y las historias de las personas involucradas en él. El Servicio de Parques Nacionales ha designado muchos sitios dentro de la red, ha publicado historias sobre personas y lugares, patrocina un concurso de ensayos y celebra una conferencia nacional sobre el Ferrocarril Subterráneo en mayo o junio de cada año.
El Parque Histórico Nacional del Ferrocarril Subterráneo Harriet Tubman, que incluye rutas del Ferrocarril Subterráneo en tres condados de la costa este de Maryland y el lugar de nacimiento de Harriet Tubman, fue creado por el presidente Barack Obama bajo la Ley de Antigüedades el 25 de marzo de 2013. Su parque hermano, el Parque Histórico Nacional Harriet Tubman en Auburn, Nueva York, se estableció el 10 de enero de 2017 y se centra en los últimos años de la vida de Tubman, así como en su participación en el Ferrocarril Subterráneo y el movimiento abolicionista.

## En la cultura popular

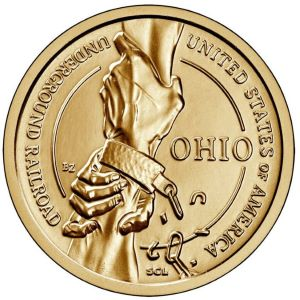
El Ferrocarril Subterráneo está conmemorado en el reverso del dólar de Innovación Estadounidense de Ohio de 2023

### Literatura
- Underground to Canada es una novela histórica para lectores jóvenes escrita por Barbara Smucker. Se publicó por primera vez en Canadá en 1977 y en los Estados Unidos al año siguiente con el título Runaway to Freedom: A Story of the Underground Railway. Basada parcialmente en una historia real, la novela se desarrolla en los Estados Unidos y Canadá en los años previos a la guerra civil estadounidense y describe las duras vidas de los esclavos en el sur de Estados Unidos y las personas que los ayudaron a escapar a Canadá a través del Ferrocarril Subterráneo. El libro se estudia en muchas escuelas canadienses.[39]
- El ferrocarril subterráneo es una novela de 2016 de Colson Whitehead. Ganó el Premio Nacional del Libro de 2016 y el Premio Pulitzer de Ficción de 2017.[40]

### Cine y televisión
- The Underground Railroad es una serie limitada de televisión por streaming de 2021, basada en la novela de Whitehead.[41]
- Underground es una serie de televisión estadounidense que se estrenó en 2016, en WGN America.[42]

### Música
Underground Railroad fue una empresa creada por Tupac Shakur, Big D the Impossible, Shock G, Pee Wee, Jeremy, Raw Fusion y Live Squad con el propósito de promover y ayudar a jóvenes mujeres y hombres negros con la creación de discos, permitiéndoles iniciar y desarrollar sus carreras musicales.

### Historietas
En Big Jim and the White Boy, la próxima novela gráfica de David F. Walker y Marcus Kwame Anderson que narra las aventuras de Huckleberry Finn de Mark Twain, Big Jim y Huck se convierten en agentes del Ferrocarril Subterráneo mientras viajan a través de los Estados Unidos de la época de la Guerra Civil para rescatar a la familia esclavizada del primero.

## Otras lecturas
- Blackett, R. J. M. (2013). Making Freedom: The Underground Railroad and the Politics of Slavery. Chapel Hill, NC: University of North Carolina Press.
- Bolton, S. Charles. Fugitivism: Escaping Slavery in the Lower Mississippi Valley, 1820-1860 (University of Arkansas Press, 2019).
- Curtis, Anna L. (1941). Stories of the Underground Railroad. Archivado desde el original el 31 de marzo de 2012. Consultado el 18 de agosto de 2024. (Stories about Thomas Garrett, a famous agent on the Underground Railroad)
- Diemer, Andrew K. (2022). Vigilance: The Life of William Still, Father of the Underground Railroad. Alfred A. Knopf. ISBN 9780593534380.
- Frost, Karolyn Smardz (2007). I've Got a Home in Glory Land: A Lost Tale of the Underground Railroad. New York: Farrar, Straus and Giroux. ISBN 9780374531256. (requiere registro).
- Jones, Leesa Bailey (7 de enero de 2020). "Leesa Jones Interview". State Archives of North Carolina (Oral History). Interviewed by Ellen Brooks. Washington, N.C.
- Larson, Kate Clifford (2004). Bound For the Promised Land: Harriet Tubman, Portrait of an American Hero. New York: Ballantine Books. ISBN 0-345-45627-0.
- Still, William (1872). The Underground Railroad: A Record of Facts, Authentic Narratives, Letters, &c., Narrating the Hardships, Hair-Breadth Escapes and Death Struggles of the Slaves in Their Efforts for Freedom, As Related by Themselves and Others, or Witnessed by the Author. Philadelphia: Porter & Coates. (
  - Libro electrónico en el Proyecto Gutenberg
- Strother, Horatio (1962; reissued 2011). The Underground Railroad in Connecticut. Wesleyan University Press. ISBN 9780819560124.
- Tilley Turner, Glennette (2001).  The Underground Railroad in Illinois. Newman Educational Pub. ISBN 978-0938990055.
- Walker, Timothy D., ed. (2021). Sailing to Freedom: Maritime Dimensions of the Underground Railroad. University of Massachusetts Press. ISBN 978-1625345936.
- Whitehead, Colson (2016). The Underground Railroad